# ان‌جی‌سی ۵۱۴۴
ان‌جی‌سی ۵۱۴۴ (به انگلیسی: CNGC 5144) یک کهکشان است.